# NGC 6349
NGC 6349 ist eine 14,3 mag helle Galaxie vom Hubble-Typ S? im Sternbild Herkules. Sie ist schätzungsweise 528 Millionen Lichtjahre von der Milchstraße entfernt und bildet zusammen mit NGC 6351 eine optische Doppelgalaxie.
Das Objekt wurde am 15. Juli 1879 von Édouard Stephan entdeckt.